# Керцелли, Михаил Францевич
Михаил Францевич Керцелли (нем. Johann Michael Körzl; 1754, Вена — до февраля 1813, Москва) — российский скрипач и композитор австрийского происхождения. Его отец Франц Ксавер Керцелли (Franz Xaver Körzl) — уроженец Вены, привёз сына в 1765 году в Москву.

## Биография
В 1772 году М. Керцелли преподавал скрипку в общедоступной школе, открытой его отцом и старшим братом Иоганном Йозефом (Иваном Францевичем) в Москве.
В 1774—1780 годах Михаил Керцелли, переехал с матерью и двумя младшими братьями (Францем и Антоном) обратно в Вену и, вероятно, совершенствовался в игре на скрипке и композиции. В 1780 он вновь в Москве, где в декабре принял участие в концерте в Доме Салтыковых:
«Господа Иван Керцелли, Сарторо, Фациус, Михайло Керцелли и Диль соединясь уведомляют почтенную публику, что будут иметь честь дать второй их концерт в пятницу, то есть 18 числа Декабря в театре Ея Сиятельства Анны Сергеевны Салтыковой между Тверской и Никитской. За вход по 1 руб»
В январе 1779 году в Вене вышли 6 струнных квартетов ор.1(Artaria), а в 1783 — 6 скрипичных дуэтов ор 2. (Artaria, посв. Дм. Голицыну). На обоих титульных листах Михаил Керцелли назван «Professore di Violino» («Professeur du Violon»). Сочинения представляют художественную ценность, предъявляют высокие требования к искусству исполнителей.
В 1783 году Керцелли открыл в Москве новую музыкальную школу совместно с кларнетистом Дилем.
Михаилу Керцелли приписывались 6 трио, изданных в 1779 году в Берлине. Издание не сохранилось; однако на единственной сохранившейся копии значится «op.1 Jean Joseph Kerzelli» — то есть опус безусловно принадлежит перу его брата Ивана Францевича (Jean Joseph).
Концерты М. Керцелли зафиксированы «Московскими Ведомостями» 15 и 24 марта 1785 года, где музыкант исполнил со скрипачом Андреа Галетти концертную симфонию для двух скрипок с оркестром; 25 ноября 1786 в доме у графа В.Орлова; 17 февраля 1787 в концерте флейтиста Гартмана; 4 марта 1790; 14 марта 1795 в концерте И.-В.Геслера;
В 1787 году музыкант совместно с Галетти объявил подписку на 10 великопостных концертов, по 2 в неделю.
В 1794 году через «Московские Ведомости» музыкант оповестил публику, что «…готовит роговые ансамбли в двугодичный срок с условием, что один был бы знающ настолько музыке, чтоб можно было обучать его списывать ноты и что он и хором оным мог дирижировать…». Роговой оркестр являлся одной из специализаций М. Керцелли.
В 1797 году появилось объявление о продаже духовной пьесы a capella «Услыши мя, Господи»; М. Керцелли также была написана «Херувимская» (дата неизвестна). Духовные сочинения Михаила Керцелли могли быть перепутаны с сочинениями его брата, равно как и с произведениями его современников.
Автор оперы «Пленира и Зелим» (в 3 актах, 1789; возможно, написана совместно с братом Иваном Керцелли), не сохр.
Его сын, Михаил Михайлович Керцелли (1791—1818) — вундеркинд, пианист виртуоз и композитор. Дочь — Вильгельмина Михайловна (1800—1872) — жена художника Иосиф-Евстафия Вивьен де Шатобрена.
Деятельности семьи Керцелли посвящено неопубликованное исследование П. Сербина.